# An Lập
An Lập là một xã thuộc huyện Dầu Tiếng, tỉnh Bình Dương, Việt Nam.

## Địa lý
Xã An Lập có diện tích 60,21 km², dân số năm 2021 là 9.843 người, mật độ dân số đạt 163 người/km².

## Hành chính
Xã An Lập được chia thành 7 ấp: Hàng Nù, Đất Đỏ, Phú Bình, Chót Đồng, Bàu Khai, Hố Cạn, Kiến An.

## Lịch sử
Trước đây, An Lập là một xã thuộc huyện Bến Cát cũ.
Ngày 17 tháng 7 năm 1986, Hội đồng Bộ trưởng ban hành Quyết định 88-HĐBT theo đó, đổi tên xã Kiến An thành xã An Lập.
Ngày 23 tháng 7 năm 1999, Chính phủ ban hành Nghị định 58/1999/NĐ-CP về việc chuyển xã An Lập thuộc huyện Bến Cát về trực thuộc huyện Dầu Tiếng mới tái lập quản lý.